# Herrarnas florett vid olympiska sommarspelen 1992
Herrarnas florett-tävling i de olympiska fäktningstävlingarna 1992 i Barcelona avgjordes den 31 juli.

## Medaljörer
| Event           | Guld                 | Silver                  | Brons               |
| Florett, herrar | Philippe Omnes (FRA) | Sergei Golubitskj (EUN) | Elvis Gregory (CUB) |

## Resultat
| Placering | Fäktare               | Land           |
| --------- | --------------------- | -------------- |
| 1         | Philippe Omnès        | Frankrike      |
| 2         | Serhij Holubjtskij    | OSS            |
| 3         | Elvis Gregory         | Kuba           |
| 4         | Udo Wagner            | Tyskland       |
| 5         | Andrea Borella        | Italien        |
| 6         | Marian Sypniewski     | Polen          |
| 7         | Guillermo Betancourt  | Kuba           |
| 8         | Benny Wendt           | Österrike      |
| 9         | Ye Chong              | Kina           |
| 10        | Mauro Numa            | Italien        |
| 11        | Anatol Richter        | Österrike      |
| 12        | Ola Kajbjer           | Sverige        |
| 13        | Dimitrij Sjevtjenko   | OSS            |
| 14        | Zsolt Érsek           | Ungern         |
| 15        | Piotr Kiełpikowski    | Polen          |
| 16        | Andrés García         | Spanien        |
| 17        | Stefano Cerioni       | Italien        |
| 18        | Ulrich Schreck        | Tyskland       |
| 19        | Jonathan Davis        | Storbritannien |
| 20        | Vjatjeslav Grigorjev  | OSS            |
| 21        | Oscar García          | Kuba           |
| 22        | Patrick Groc          | Frankrike      |
| 23        | Yoshihide Nagano      | Japan          |
| 24        | Bill Gosbee           | Storbritannien |
| 25        | Thorsten Weidner      | Tyskland       |
| 26        | Yu Bong-Hyeong        | Sydkorea       |
| 27        | István Busa           | Ungern         |
| 28        | Ramiro Bravo          | Spanien        |
| 29        | Wang Haibin           | Kina           |
| 30        | Lo Moon Tong          | Hongkong       |
| 31        | Michael Ludwig        | Österrike      |
| 32        | Donnie McKenzie       | Storbritannien |
| 33        | Hiroki Ichigatani     | Japan          |
| 34        | Patrice Lhôtellier    | Frankrike      |
| 35        | Kinya Abe             | Japan          |
| 36        | Mike Marx             | USA            |
| 37        | Kim Yeong-Ho          | Sydkorea       |
| 38        | Róbert Kiss           | Ungern         |
| 39        | Nick Bravin           | USA            |
| 40        | José Francisco Guerra | Spanien        |
| 41        | Maged Abdallah        | Egypten        |
| 42        | Wu Xing Yao           | Hongkong       |
| 43        | Benoît Giasson        | Kanada         |
| 44        | Adam Krzesiński       | Polen          |
| 45        | Zaddick Longenbach    | USA            |
| 46        | Wang Lihong           | Kina           |
| 47        | Kim Seung-Pyo         | Sydkorea       |
| 48        | Zahi El-Khoury        | Libanon        |
| 49        | Tang Kwong Hau        | Hongkong       |
| 50        | Alberto González      | Argentina      |
| 51        | Hein van Garderen     | Sydafrika      |
| 52        | José Guimarães        | Portugal       |
| 53        | Walter Torres         | Filippinerna   |
| 54T       | Enzo da Ponte         | Paraguay       |
| 54T       | Dario Torrente        | Sydafrika      |
| 56        | José Marcelo Álvarez  | Paraguay       |
| 57        | Wong James            | Singapore      |
| 58        | Tan Ronald            | Singapore      |
| 59        | Michel Youssef        | Libanon        |